# Podčetrtek
Podčetrtek este o localitate din comuna Podčetrtek, Slovenia, cu o populație de 532 de locuitori.